# Островська (Волгоградська область)
Островська (рос. Островская) — станиця у Даниловському районі Волгоградської області Російської Федерації.
Населення становить 1689 осіб. Входить до складу муніципального утворення Островське сільське поселення.

## Історія
Станиця розташована у межах українського історичного та культурного регіону Жовтий Клин.
Станиця заснована 1853 року.
Згідно із законом від 22 грудня 2004 року № 1058-ОД органом місцевого самоврядування є Островське сільське поселення.

## Населення
| 2010 |
| ---- |
| 1689 |